# Krásenka zpeřená

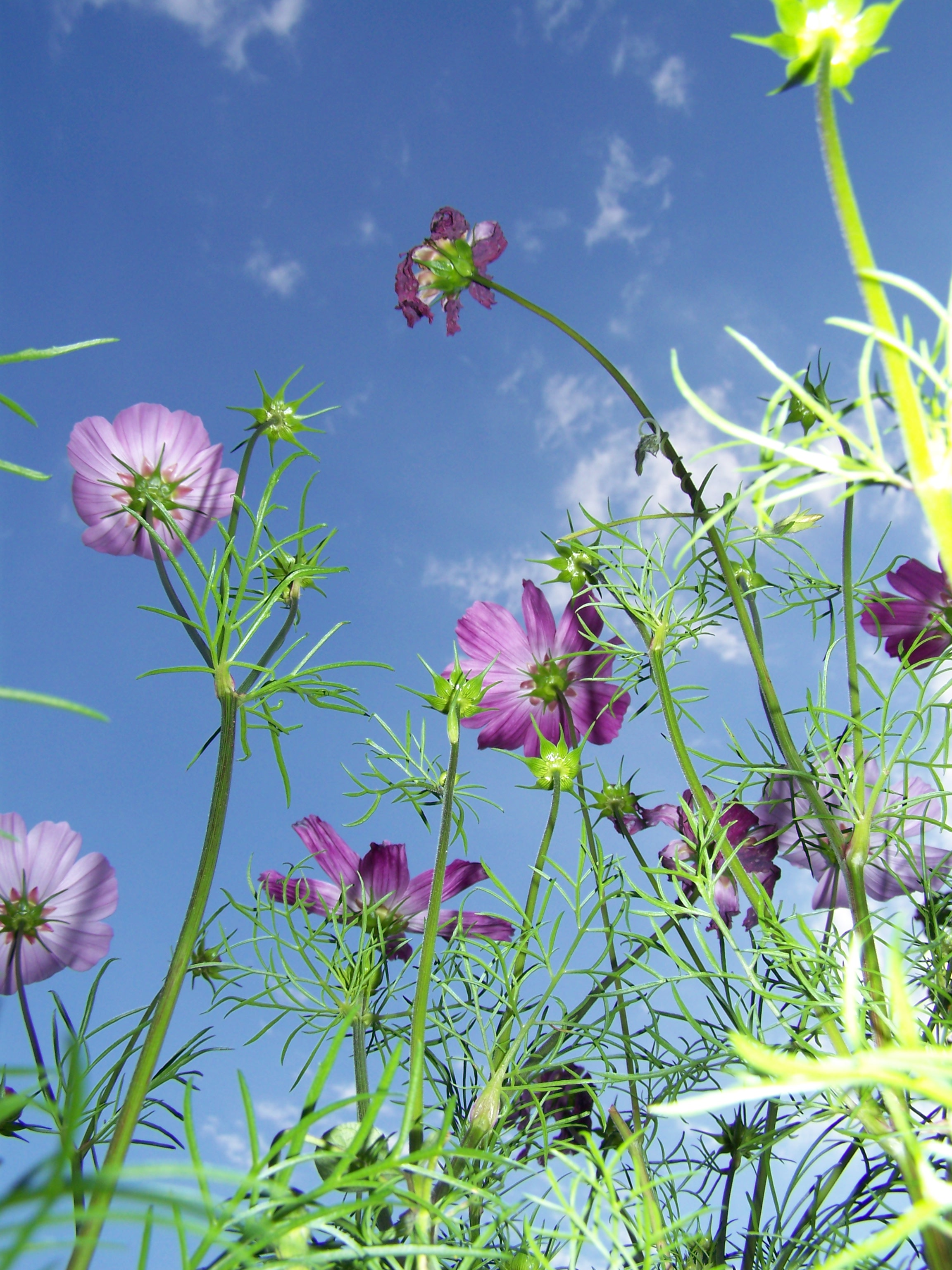
Habitus krásenky zpeřené

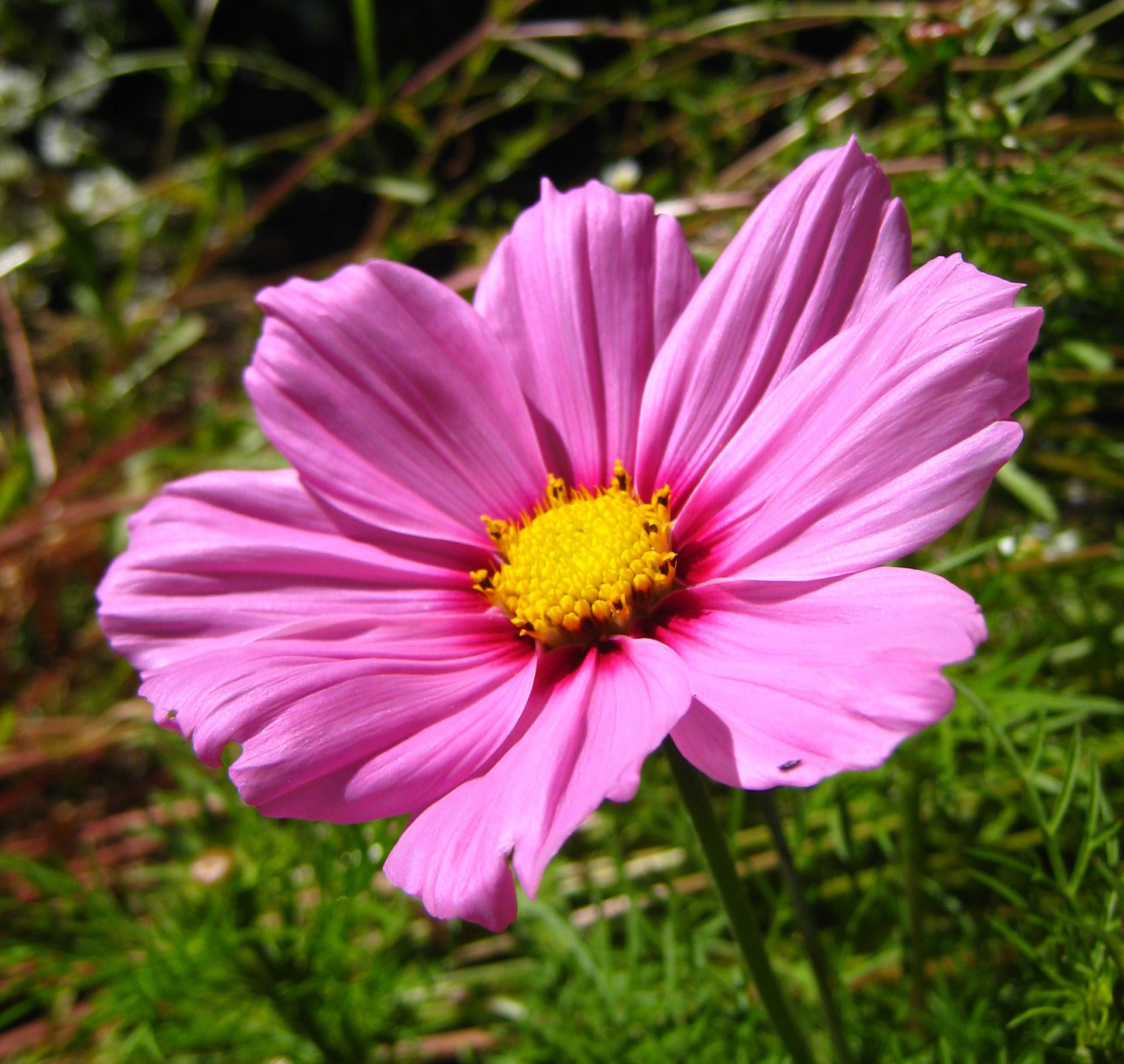
Typický úbor

Krásenka zpeřená (Cosmos bipinnatus) je teplomilná, středně vysoká, nenáročná letnička kvetoucí od srpna do října. Květy vyrůstají v úborech velkých až 13 cm, s nevelkým terčem a nápadnými jazykovitými červenými, růžovými nebo bílými květy po obvodě. V české krajině je považována za úmyslně zavlečený neofyt, který ze zahrad přechodně zplaňuje do volné přírody.
Pochází ze Severní Ameriky, z jihovýchodu Kanady, Spojených států amerických a Mexika, odkud se ještě před objevem Nového světa rozšířila i do Střední a Jižní Ameriky. Počátkem 18. století byl druh dovezen do Evropy a později rozšířen po velké části zeměkoule s mírným až tropickým podnebím. V některých oblastech, např. na Novém Zélandu, se druh samovolně rozmnožil natolik, že je zařazen mezi invazní druhy.

## Ekologie
V Americe roste až do nadmořské výšky okolo 3000 m; vyskytuje se na horských skalnatých loukách i na nížinných pastvinách, podél polních cest, u břehů vodních toků a nádrží i na ruderálních stanovištích v blízkosti lidských sídel. V České republice se krásenka pěstuje v zahradách, vyskytuje se proto i v blízkosti zahrad a hřbitovů, také na rumištích a skládkách či podél cest.
Bylina se rozmnožuje výhradně semeny, která vyséváme do čerstvé, propustné, kypré a výživné půdy na plné slunce, obvykle od poloviny května přímo na záhon, nebo od začátku března do skleníku a semenáčky koncem května sázíme na stanoviště; mladé rostliny se snadno přesazují. Květiny zpočátku za sucha zavlažujeme, později jsou na vláhu jen málo náročné. Většinou kvetou dva až tři měsíce, za příhodného počasí až do počátku října; k prodloužení kvetení se doporučuje odkvetlé květy odstraňovat. Ploidie krásenky zpeřené je 2n = 24.

## Popis
Jednoletá rostlina s větvenou lodyhou vysokou 80 až 150 cm, vyrůstající z kůlovitého kořene. Na průřezu oblá lodyha je porostlá vstřícnými složenými listy s krátkými řapíky. Listová čepel je v obryse široce trojúhelníková, dvou- až trojnásobně peřenosečná, s jemnými čárkovitými úkrojky. Spodní listy bývají dlouhé až 18 cm, horní jen 6 cm.
Květy skládají 8 až 13 cm velké úbory na dlouhých stopkách, které jsou sestaveny do řídkých latovitých květenství s listeny podobnými listům. Dvouřadý zákrov je obvykle tvořen šestnácti listeny, vnější jsou delší, zelené a mají dlouhou špičku, vnitřní jsou červeně naběhlé a blanité. lůžko úboru je ploché, drobné květy v nevelkém terči jsou bez kalichu, mají jen asi jeden centimetr dlouhou bledě zelenou korunní trubkou s pěti žlutými cípy. V koruně je pět tyčinek, jejichž hnědé prašníky jsou spojené v trubičku; z koruny ční čnělka s dvouramennou bliznou. Jazykovitých květů po obvodě úboru bývá osm a jsou plané, mají obvejčitou, na konci vroubkovanou, 2,5 až 5 cm dlouhou a 2 až 3,5 cm širokou ligulu zbarvenou sytě červeně, růžově nebo bíle. Plodné květy v terči jsou navštěvovány a opylovány motýly a dalším hmyzem sbírajícím pyl z prašníků a sajícím nektar ze žláznatého valu na bázi čnělky. Kvůli znesnadnění samoopylení dozrávají v květu nejdříve prašníky s pylem a teprve po jejích vyprášení dospějí vajíčka.
Plod je úzká černá nažka dlouhá až 1,5 cm, která je podélně rýhovaná, přitiskle chlupatá, ale nemá chmýr. Semena proto nebývají větrem zanášena příliš daleko, bývají rozeseta v blízkosti mateřské rostliny.

## Význam
Krásenka zpeřená je typickou letničkou evropských venkovských zahrádek, kde kvete od druhé poloviny léta do prvých mrazíků. Používá se nejčastěji do pestrých záhonů letniček nebo se pěstuje k řezu; úbory vydrží ve váze poměrně dlouho.
Je vyšlechtěna řada morfologicky odlišných kultivarů různících se výškou (50 až 200 cm), velikostí úboru nebo barvou. Některé kultivary jsou i dvoubarevné, mohou být plnokvěté nebo mají rourkovitě stočené korunní plátky.

## Galerie

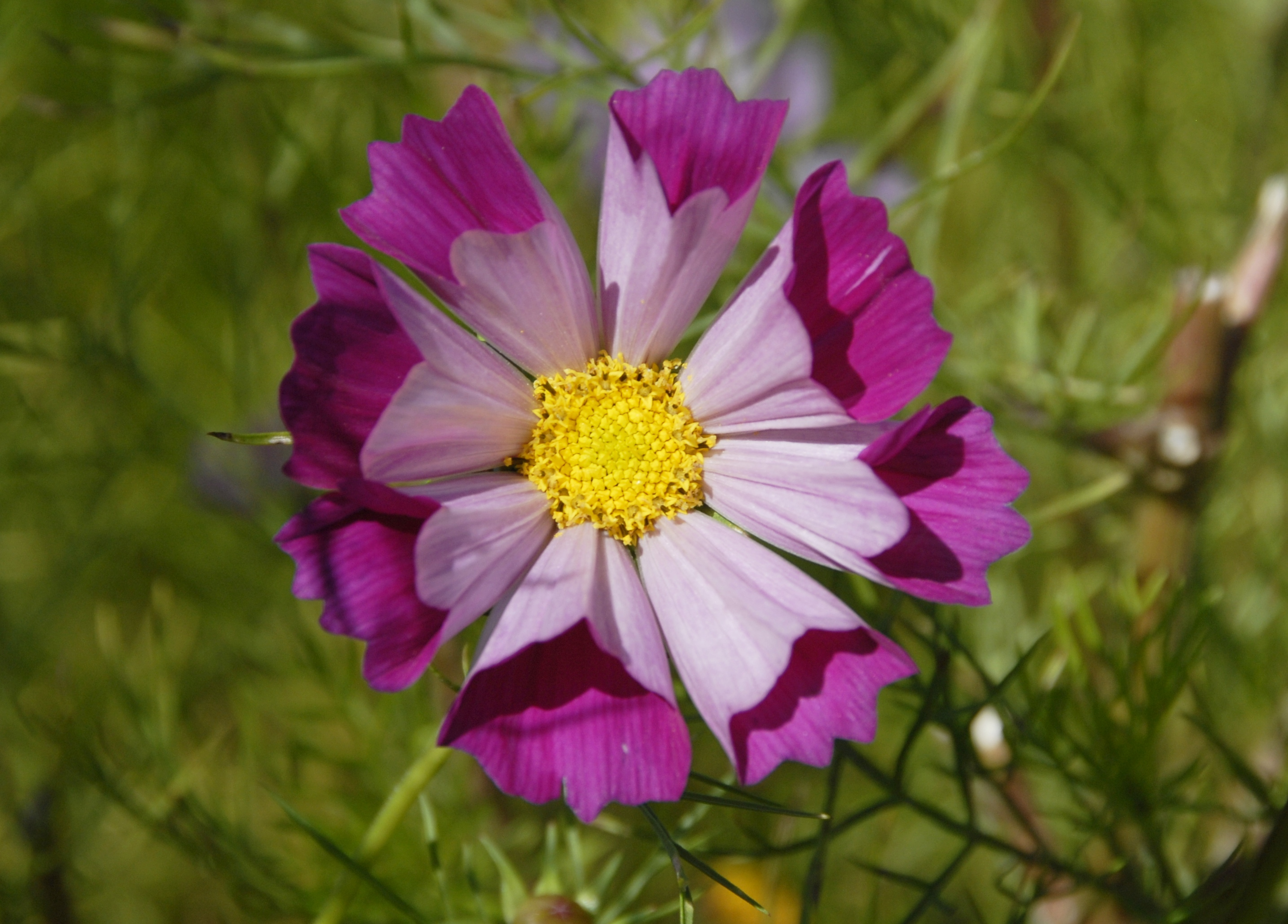
Kultivar 'Seashells'
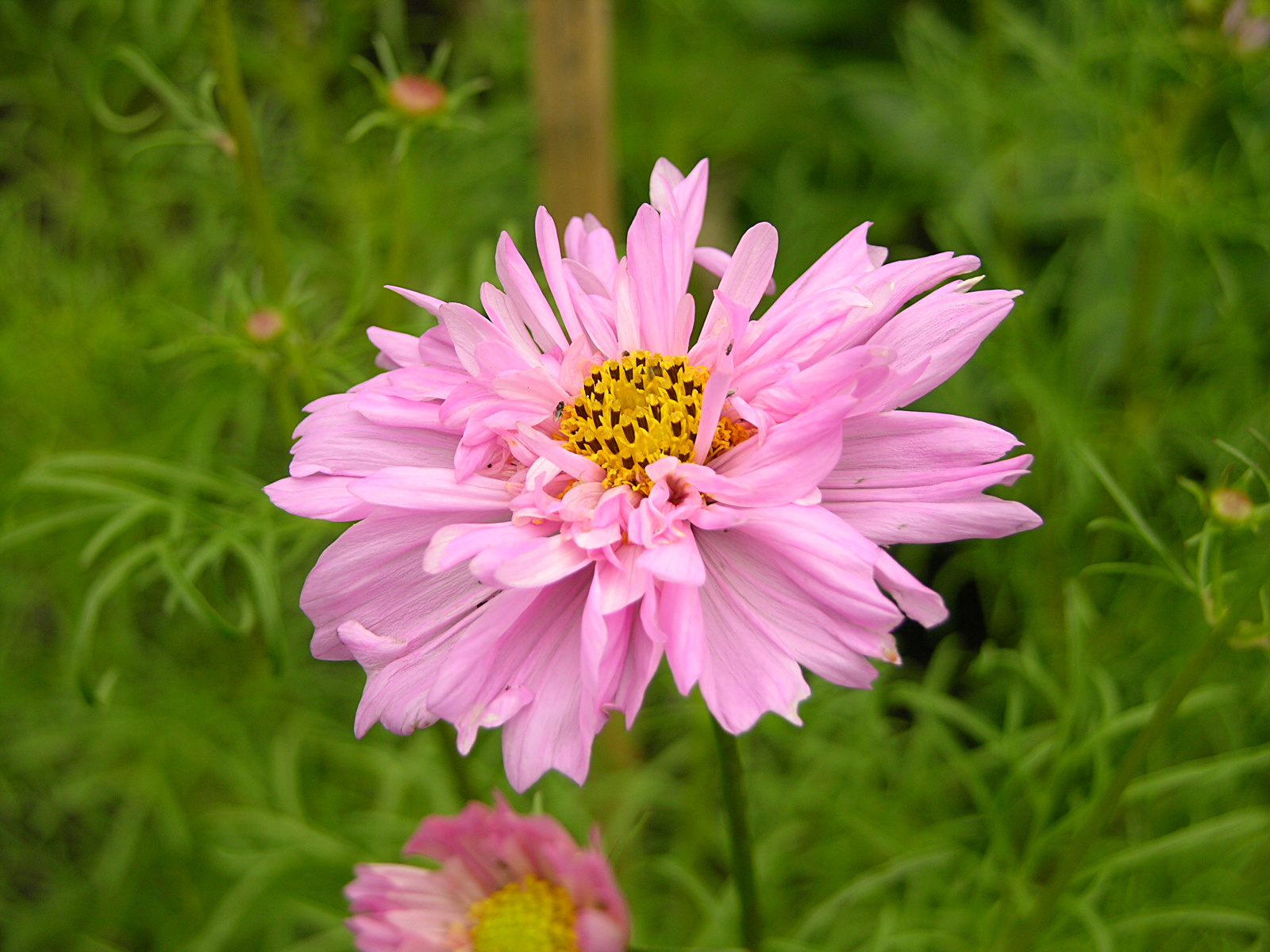
Kultivar 'Double Click'
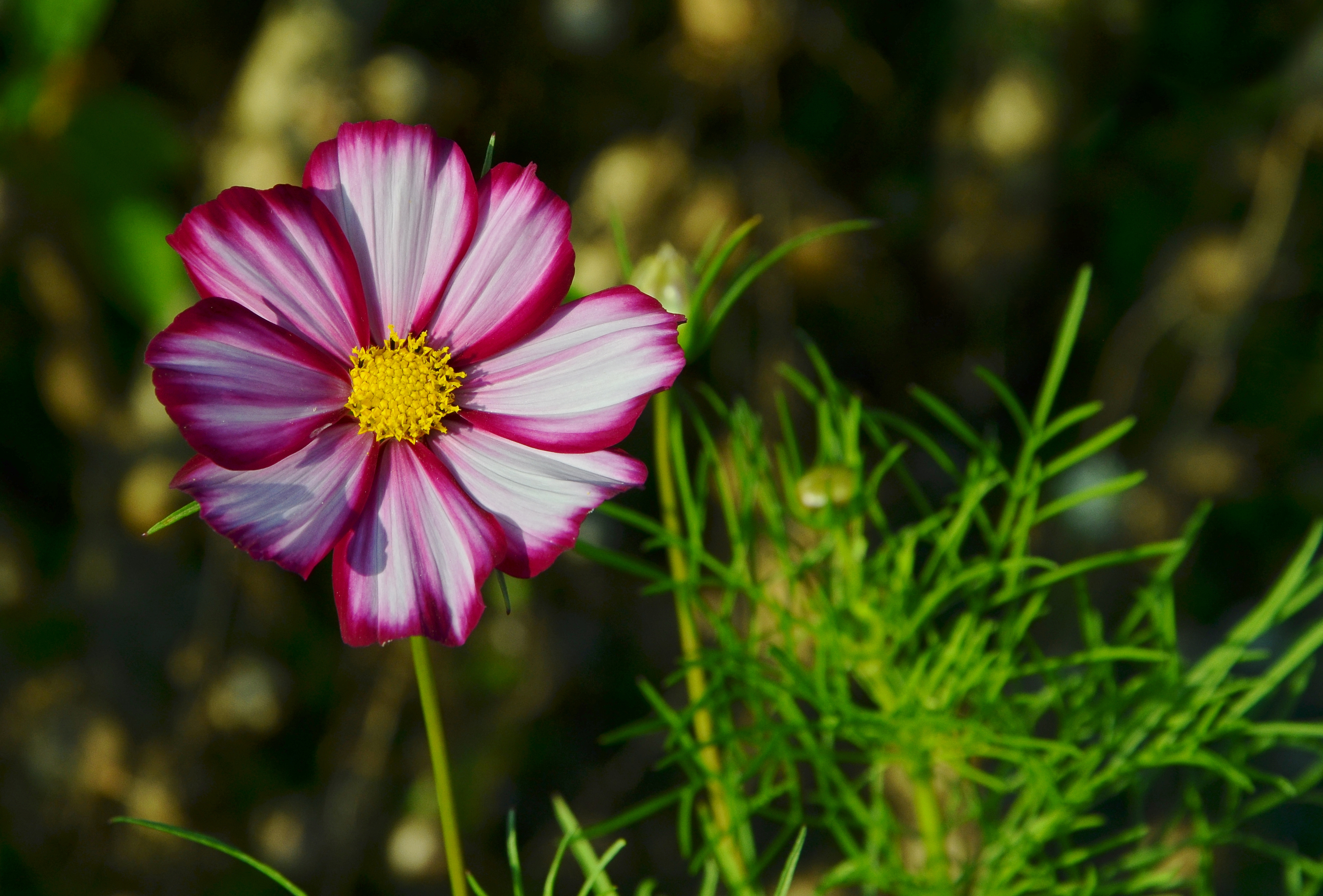
Kultivar 'Candy Stripe'
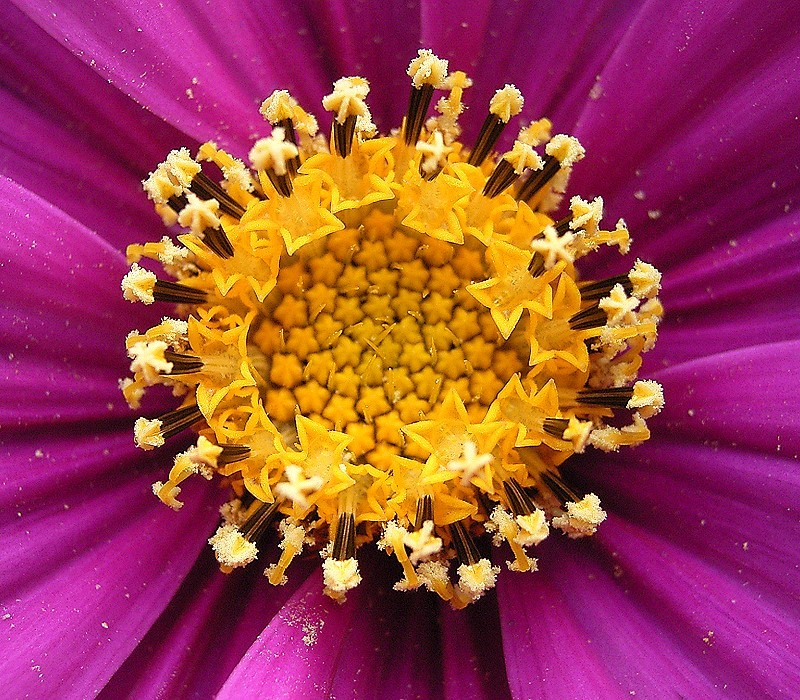
Nakvétající úbor